# Geoff Cooke (Radsportler)
Geoff Cooke (* 26. Juli 1944 in Manchester) ist ein ehemaliger britischer Radrennfahrer und nationaler Meister im Radsport.

## Sportliche Laufbahn
Cooke war Teilnehmer der Olympischen Sommerspiele 1972 in München. Dort startete er im Tandemrennen mit Dave Rowe.  Beide belegten den 10. Platz. Auch im Sprint war er am Start.
Cooke vertrat England bei den Commonwealth Games 1974 in Christchurch, wo er die Goldmedaille im Tandemrennen mit Ernest Chrutchlow gewann.
Von 1963 bis 1966 war er nationaler Meister im Tandemrennen mit Eric Thompson als Partner. 1968 gewann er den Titel mit Ian Alsop, 1972 mit Dave Rowe, 1974 und 1975 mit Ernest Chrutchlow, 1976 mit Paul Medhurst. 1978 wurde er Berufsfahrer und blieb bis 1980 in britischen Radsportteams aktiv. 1978 beendete er seine aktive Laufbahn.

## Berufliches
Von 1979 bis 1989 war er Nationaltrainer der British Cycling Federation. Von 2003 bis 2009 war er verantwortlicher Trainer im Nachwuchsbereich für den Bahnsprint.